# Nyodes nigra
Nyodes nigra là một loài bướm đêm trong họ Noctuidae.